# Dean Huijsen
Dean Donny Huijsen Wijsmuller (sinh ngày 14 tháng 4 năm 2005) là một cầu thủ bóng đá chuyên nghiệp hiện đang thi đấu ở vị trí trung vệ cho câu lạc bộ La Liga Real Madrid. Sinh ra ở Hà Lan, anh thi đấu cho đội tuyển bóng đá quốc gia Tây Ban Nha.

## Sự nghiệp câu lạc bộ

### Sự nghiệp ban đầu
Huijsen bắt đầu sự nghiệp tại câu lạc bộ Costa Unida CF de Marbella trước khi gia nhập đội trẻ Málaga vào năm 2015 lúc 10 tuổi.

### Juventus
Năm 2021, Huijsen gia nhập Juventus. Trong mùa giải đầu tiên, anh ghi bảy bàn thắng trong màu áo đội U-17. Ở mùa giải tiếp theo, anh thăng hạng lên U-19. Từ tháng 8 đến tháng 11 năm 2022, anh ghi sáu bàn sau 14 trận cho đội U-19 trên mọi đấu trường. Bên cạnh đó, anh cũng góp mặt trong hai trận giao hữu của đội một với Standard Liège và Rijeka vào tháng 12 cùng năm.
Đầu tháng 1 năm 2023, Huijsen được thăng chức lên Juventus Next Gen, đội dự bị của Juventus. Sau đó, anh chơi trận ra mắt chuyên nghiệp vào ngày 8 tháng 1 năm 2023 trong trận thua 2–1 trước Pordenone.
Vào ngày 15 tháng 2, Huijsen ghi bàn thắng chuyên nghiệp đầu tiên của mình khi lập cú đúp trong trận lượt về vòng bán kết Coppa Italia Serie C với Foggia, giúp Juventus Next Gen chiến thắng 2–1. Với tổng tỷ số là 3–3 sau 90 phút, Juventus Next Gen cuối cùng đã giành chiến thắng trong loạt luân lưu. Vào ngày 2 tháng 4, anh ghi bàn thắng đầu tiên tại Serie C trong trận thua 1–3 trước Feralpisalò với một cú đệm bóng sau cú sút của Nikola Sekulov.
Vào tháng 6 năm 2023, Huijsen gia hạn hợp đồng với Juventus cho đến năm 2027. Trong suốt mùa giải 2022–23, anh đã ra sân chính thức 40 lần và ghi được 10 bàn thắng cho U-19 Juventus và Next Gen. Vào ngày 22 tháng 10, anh ra mắt Serie A khi vào sân từ băng ghế dự bị ở phút 78 để vào sân thay Federico Gatti trong chiến thắng 1–0 trên sân khách trước AC Milan. Vào ngày 7 tháng 11, Huijsen đã được đôn lên đội một cùng với đồng đội Next Gen là Kenan Yıldız.

#### Cho mượn tại Roma
Huijsen được cho mượn đến câu lạc bộ Ý Roma cho đến hết mùa giải 2023–24 vào ngày 6 tháng 1 năm 2024 sau khi từ chối sự quan tâm của Frosinone. Anh chơi toàn bộ hiệp hai trong trận hòa trên sân nhà với Atalanta trong trận ra mắt với Giallorossi vào ngày hôm sau.
Huijsen ghi bàn thắng đầu tiên tại Serie A vào ngày 5 tháng 2 khi ghi bàn ấn định chiến thắng 4–0 của Roma trước Cagliari. Vào ngày 18 tháng 2, anh ghi bàn mở tỷ số trong trận đấu trên sân khách với Frosinone, đội mà Huijsen đã từ chối trước khi đến Roma, sau khi mang bóng từ hàng phòng ngự, vượt qua một vài cầu thủ đối phương và sút từ ngoài vòng cấm. Huijsen đã bị người hâm mộ đối phương huýt sáo và ăn mừng khiêu khích với họ đến nỗi anh bị trọng tài rút thẻ vàng ngay tức khắc và bị huấn luyện viên trưởng Daniele De Rossi thay ra trong giờ nghỉ giữa hiệp.

### AFC Bournemouth
Vào ngày 30 tháng 7 năm 2024, Huijsen ký hợp đồng sáu năm với câu lạc bộ Premier League AFC Bournemouth với mức phí 15 triệu euro. Vào ngày 5 tháng 12 năm 2024, anh ghi bàn thắng đầu tiên cho câu lạc bộ khi ghi bàn bằng cú đánh đầu trong chiến thắng 1–0 trên sân nhà trước Tottenham Hotspur. Anh đã trở thành cầu thủ trẻ nhất ghi bàn cho câu lạc bộ tại Premier League.

### Real Madrid
Vào ngày 17 tháng 5 năm 2025, Huijsen đã ký hợp đồng với câu lạc bộ Real Madrid tại La Liga và anh sẽ gia nhập Kền kền trắng theo hợp đồng cho đến tháng 7 năm 2030. Thỏa thuận này có giá trị 60 triệu euro, với việc Madrid kích hoạt điều khoản giải phóng hợp đồng của anh. Anh ra mắt Real Madrid vào ngày 10/6/2025 và mang trên mình số áo 24. 

## Sự nghiệp quốc tế

### Hà Lan
Huijsen đã đại diện cho Hà Lan cho các đội tuyển trẻ quốc gia cho các đội U-16, U-17 và U-18 Hà Lan. Vào tháng 5 năm 2022, Huijsen có mặt U-17 Hà Lan tham dự Giải vô địch U-17 châu Âu 2022 tại Israel, nơi anh ghi hai quả phạt đền thành công trong các trận đấu vòng bảng với U-17 Pháp và U-17 Ba Lan. Cơn lốc màu da cam cuối cùng đã giành vị trí á quân sau khi để thua trước U-17 Pháp trong trận chung kết.

### Tây Ban Nha
Vào ngày 15 tháng 3 năm 2024, Huijsen được đội tuyển U-21 quốc gia Tây Ban Nha triệu tập cho các đấu vòng loại bảng B Giải vô địch U-21 châu Âu 2025 với U-21 Bỉ mười một ngày sau đó.

## Đời tư
Huijsen sinh ra tại Amsterdam, Bắc Hà Lan. Gia đình anh chuyển đến Marbella, Andalucía, Tây Ban Nha, khi anh mới năm tuổi và anh trở thành công dân Tây Ban Nha vào tháng 2 năm 2024. Anh nói tiếng Hà Lan, tiếng Tây Ban Nha, tiếng Ý và tiếng Anh trôi chảy.
Huijsen là con trai của Mascha Wijsmuller và Donny Huijsen, một cựu cầu thủ chuyên nghiệp đã từng chơi cho Jong Ajax và các câu lạc bộ Eredivisie và Eerste Divisie.

## Thống kê sự nghiệp

### Câu lạc bộ
Tính đến 25 tháng 5 năm 2025
| Câu lạc bộ          | Mùa giải            | Giải vô địch        | Giải vô địch | Giải vô địch | Cúp quốc gia | Cúp quốc gia | Cúp Liên đoàn | Cúp Liên đoàn | Châu lục | Châu lục | Khác | Khác | Tổng cộng | Tổng cộng |
| Câu lạc bộ          | Mùa giải            | Hạng đấu            | Trận         | Bàn          | Trận         | Bàn          | Trận          | Bàn           | Trận     | Bàn      | Trận | Bàn  | Trận      | Bàn       |
| ------------------- | ------------------- | ------------------- | ------------ | ------------ | ------------ | ------------ | ------------- | ------------- | -------- | -------- | ---- | ---- | --------- | --------- |
| Juventus Next Gen   | 2022–23             | Serie C             | 16           | 1            | —            | —            | —             | —             | —        | —        | 3    | 2    | 19        | 3         |
| Juventus Next Gen   | 2023–24             | Serie C             | 11           | 0            | —            | —            | —             | —             | —        | —        | —    | —    | 11        | 0         |
| Juventus Next Gen   | Tổng cộng           | Tổng cộng           | 27           | 1            | —            | —            | —             | —             | 0        | 0        | 3    | 2    | 30        | 3         |
| Juventus            | 2023–24             | Serie A             | 1            | 0            | 0            | 0            | —             | —             | —        | —        | —    | —    | 1         | 0         |
| Roma (mượn)         | 2023–24             | Serie A             | 13           | 2            | 1            | 0            | —             | —             | 0        | 0        | —    | —    | 14        | 2         |
| AFC Bournemouth     | 2024–25             | Premier League      | 32           | 3            | 3            | 0            | 1             | 0             | —        | —        | —    | —    | 36        | 3         |
| Real Madrid         | 2025–26             | La Liga             | 0            | 0            | 0            | 0            | —             | —             | 0        | 0        | 0    | 0    | 0         | 0         |
| Tổng cộng sự nghiệp | Tổng cộng sự nghiệp | Tổng cộng sự nghiệp | 73           | 6            | 4            | 0            | 1             | 0             | 0        | 0        | 3    | 2    | 81        | 8         |

1. ↑  Bao gồm Coppa Italia và FA Cup
2. ↑  Bao gồm EFL Cup
3. ↑  Ra sân tại Coppa Italia Serie C

## Danh hiệu

### Đội tuyển quốc gia
U-17 Hà Lan
- Á quân UEFA U-17 Euro: 2022